# Progressief Slowakije
Progressief Slowakije (Slowaaks: Progresívne Slovensko, PS) is een sociaalliberale politieke partij in Slowakije en lid van de Partij van de Alliantie van Liberalen en Democraten voor Europa. Ze werd opgericht in 2017, de partijleden verkozen Ivan Štefunko tot hun eerste voorzitter.
Na haar overwinning bij de Slowaakse presidentsverkiezingen in 2019 werd toenmalig ondervoorzitter Zuzana Čaputová de eerste vrouwelijke president van Slowakije. Bij de Europese verkiezingen van 2019 behaalde de partij twee zetels in het Europees Parlement.
Tijdens de Slowaakse parlementsverkiezingen van 2020 vormde PS een alliantie met de liberale partij Spolu en behaalde zij 6,96% van de stemmen. In het Slowaakse kiessysteem is de kiesdrempel voor coalitie-lijsten 7%. Daarmee kwam PS/Spolu 0,04% (omgerekend een kleine duizend stemmen) tekort voor een zetel in de Nationale Raad van de Slowaakse Republiek.
Ruim drie jaar later, bij de vervroegde parlementsverkiezingen van 2023, werd alsnog een groot succes geboekt. Onder leiding van Michal Šimečka behaalde PS 18% van de stemmen en 32 zetels in het Slowaakse parlement. Daarmee werd de partij na SMER de tweede partij van het land. Regeringsdeelname zat er echter niet in.

## Partijvoorzitters
- Ivan Štefunko (2018–2019)
- Michal Truban (2019–2020)
- Irena Bihariová (2020–2022)
- Michal Šimečka (sinds 2022)